# Synopeas
Synopeas är ett släkte av steklar som beskrevs av Förster 1856. Synopeas ingår i familjen gallmyggesteklar.

## Dottertaxa tillSynopeas, i alfabetisk ordning[1][2]
- Synopeas abaris
- Synopeas abdominator
- Synopeas aciculatum
- Synopeas acuminatum
- Synopeas acuticornis
- Synopeas acutispinus
- Synopeas acutiventris
- Synopeas affine
- Synopeas africanus
- Synopeas alatus
- Synopeas angustulum
- Synopeas anomaliventre
- Synopeas argentinensis
- Synopeas ashmeadii
- Synopeas athenaeum
- Synopeas atturense
- Synopeas auripes
- Synopeas autumnalis
- Synopeas balabacensis
- Synopeas bengalense
- Synopeas bialowiezaensis
- Synopeas bicolor
- Synopeas bifoveatum
- Synopeas bifurcatus
- Synopeas blascoi
- Synopeas bohemani
- Synopeas bradleyi
- Synopeas brevis
- Synopeas breviventre
- Synopeas carinator
- Synopeas carinifrons
- Synopeas carpentieri
- Synopeas chica
- Synopeas chinensis
- Synopeas ciliatum
- Synopeas collinus
- Synopeas compressiventris
- Synopeas congoanum
- Synopeas convexum
- Synopeas crassiceps
- Synopeas craterum
- Synopeas cryptus
- Synopeas csoszi
- Synopeas curvicauda
- Synopeas cynipsiphilum
- Synopeas cynipsoides
- Synopeas daucicola
- Synopeas decumbens
- Synopeas decurvatum
- Synopeas dentiscutellaris
- Synopeas dentiscutum
- Synopeas discoideus
- Synopeas donizettii
- Synopeas dravedensis
- Synopeas dubiosum
- Synopeas epigeios
- Synopeas esenbecki
- Synopeas eugeniae
- Synopeas euryale
- Synopeas flavicorne
- Synopeas flavipes
- Synopeas floridanum
- Synopeas fluminale
- Synopeas fontali
- Synopeas forshagei
- Synopeas foutsi
- Synopeas frontalis
- Synopeas fulvimanus
- Synopeas fungorum
- Synopeas fuscicola
- Synopeas fuscus
- Synopeas gallicola
- Synopeas gastralis
- Synopeas gibberosus
- Synopeas globatum
- Synopeas goengeti
- Synopeas gracilicorne
- Synopeas grenadense
- Synopeas guatemalae
- Synopeas hakonense
- Synopeas haladai
- Synopeas hansseni
- Synopeas hastatus
- Synopeas hopkinsi
- Synopeas howardii
- Synopeas hyllus
- Synopeas ibadanensis
- Synopeas idarniforme
- Synopeas ilsei
- Synopeas incertum
- Synopeas indicum
- Synopeas indopeninsulare
- Synopeas inerme
- Synopeas inquilinum
- Synopeas insulare
- Synopeas intermedius
- Synopeas involutum
- Synopeas isus
- Synopeas iteobia
- Synopeas japonicum
- Synopeas jasium
- Synopeas kanwonensis
- Synopeas kaszabi
- Synopeas kimi
- Synopeas koponeni
- Synopeas koreana
- Synopeas kovacsi
- Synopeas larides
- Synopeas laurae
- Synopeas leda
- Synopeas lemkaminensis
- Synopeas leroyi
- Synopeas leve
- Synopeas longifuniculus
- Synopeas longiventre
- Synopeas lugubre
- Synopeas luteolipes
- Synopeas luzonicum
- Synopeas macrurus
- Synopeas maculipes
- Synopeas madagascariense
- Synopeas madridiana
- Synopeas mahunkai
- Synopeas mangiferae
- Synopeas marttii
- Synopeas melampus
- Synopeas meridionalis
- Synopeas millefolii
- Synopeas minor
- Synopeas mongolicus
- Synopeas montanus
- Synopeas monticola
- Synopeas mucronatum
- Synopeas mukerjeei
- Synopeas muticum
- Synopeas myles
- Synopeas neglectus
- Synopeas nepalense
- Synopeas nervicola
- Synopeas nervorum
- Synopeas neurolasiopterae
- Synopeas neuroteri
- Synopeas nievesaldreyi
- Synopeas nigeriana
- Synopeas nigerrimum
- Synopeas nigripes
- Synopeas nigriscapis
- Synopeas nigroides
- Synopeas obesus
- Synopeas opacum
- Synopeas osaces
- Synopeas osgoodi
- Synopeas otiosum
- Synopeas palawanensis
- Synopeas pallescens
- Synopeas pallidicornis
- Synopeas panamaensis
- Synopeas paolii
- Synopeas pauliani
- Synopeas pennsylvanicum
- Synopeas planiscutellum
- Synopeas pleuralis
- Synopeas polaszeki
- Synopeas procerus
- Synopeas procon
- Synopeas prospectum
- Synopeas pubescens
- Synopeas pumilus
- Synopeas punctatum
- Synopeas punctigaster
- Synopeas queenslandicus
- Synopeas raphanistri
- Synopeas rectum
- Synopeas recurvatus
- Synopeas reticulatifrons
- Synopeas reticulatum
- Synopeas rhanis
- Synopeas rigidicornis
- Synopeas rionegroensis
- Synopeas robustus
- Synopeas romsoeensis
- Synopeas royi
- Synopeas ruficoxa
- Synopeas rufipes
- Synopeas rufiscapus
- Synopeas rugosiceps
- Synopeas russelli
- Synopeas saccharale
- Synopeas saintexuperyi
- Synopeas salice
- Synopeas salicicola
- Synopeas saopaulensis
- Synopeas sculpturatum
- Synopeas seychellense
- Synopeas soederlundi
- Synopeas solidus
- Synopeas solomonensis
- Synopeas sosis
- Synopeas spiniferum
- Synopeas spinulus
- Synopeas srilankensis
- Synopeas striatifrons
- Synopeas striatitergitis
- Synopeas striatum
- Synopeas subaequale
- Synopeas substrigosus
- Synopeas subtilis
- Synopeas sundholmi
- Synopeas suomiana
- Synopeas talhouki
- Synopeas tarsa
- Synopeas temporale
- Synopeas texanum
- Synopeas thersippus
- Synopeas thorkildi
- Synopeas thysanus
- Synopeas trebium
- Synopeas tripartitum
- Synopeas tropicus
- Synopeas tuberosum
- Synopeas varipes
- Synopeas wasmanni
- Synopeas weaveri
- Synopeas velutinum
- Synopeas ventrale
- Synopeas ventricosus
- Synopeas vulgaris
- Synopeas xanthopus
- Synopeas xenarchus
- Synopeas yanagi
- Synopeas zaitama
- Synopeas zomborii